# Касолново
Касолново је насеље у Италији у округу Павија, региону Ломбардија.
Према процени из 2011. у насељу је живело 6673 становника. Насеље се налази на надморској висини од 118 м.

## Становништво
| 1951. | 1961. | 1971. | 1981. | 1991. | 2001. | 2011. |
| ----- | ----- | ----- | ----- | ----- | ----- | ----- |
| 6.271 | 6.513 | 6.211 | 5.706 | 5.571 | 5.820 | 6.940 |